# 索卡茨
索卡茨（法語：Saucats，法語發音：[sokats]）是法国吉伦特省的一个市镇，属于波尔多区。

## 地名
该地名“Saucats”发音为[sokats]，字母“ts”发音，《世界地名翻译大辞典》与《世界地名译名词典》将其误译作“索卡”。

## 地理
索卡茨（44°39'8"N, 0°35'46"W）面积89.15 平方千米，位于法国新阿基坦大区吉倫特省，该省份为法国西南部沿海省份，是法國本土面积最大的省，北起滨海夏朗德省，西临大西洋，南至朗德省，东南接洛特-加龍省，东临多爾多涅省。
与索卡茨接壤的市镇（或旧市镇、城区）包括：莱奥尼昂、勒巴尔普、卡巴纳克和维拉格兰、塞斯塔斯、拉布雷德、圣马涅、圣莫里永。
索卡茨的时区为UTC+01:00、UTC+02:00（夏令时）。

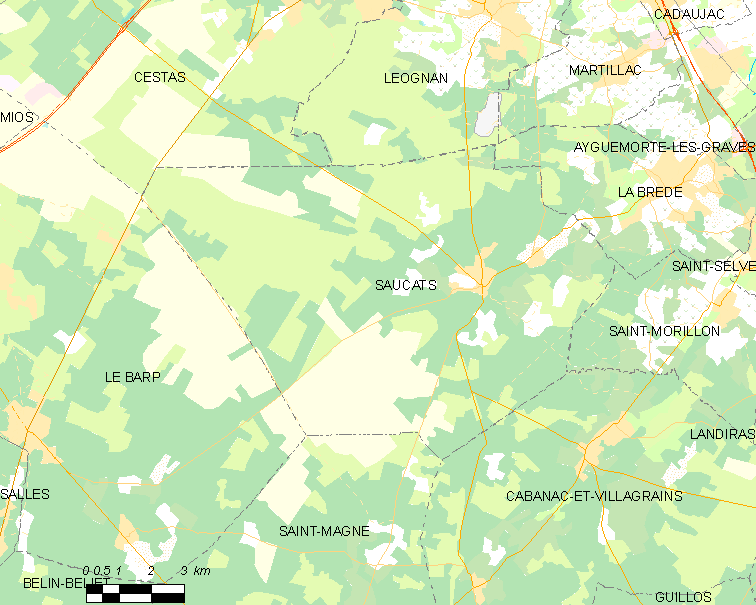
索卡茨的OSM定位图

## 行政
索卡茨的邮政编码为33650，INSEE市镇编码为33501。

## 政治
索卡茨所属的省级选区为拉布雷德县。

## 人口

1962-2008年间索卡茨人口变化图示

索卡茨于2022年1月1日时的人口数量为3446人。